# Dusona specularis
Dusona specularis är en stekelart som beskrevs av Horstmann 2004. Dusona specularis ingår i släktet Dusona och familjen brokparasitsteklar. Inga underarter finns listade i Catalogue of Life.